# Christine-Charlotte de Solms-Braunfels
Christine Charlotte de Solms-Braunfels (10 novembre 1690 à Greifenstein - 16 octobre 1771 à Hombourg) est une comtesse de Solms-Braunfels par la naissance et par mariage landgravine de Hesse-Hombourg.

## Biographie
Christine-Charlotte est la fille du comte Guillaume-Maurice de Solms-Braunfels (de) (1651-1720) de son mariage avec Madeleine-Sophie (1660-1720), la fille du comte Guillaume-Christophe de Hesse-Hombourg.
Elle épouse le 3 octobre 1722 à Braunfels le comte Casimir-Guillaume de Hesse-Hombourg (1690-1726). Ils résident à Hötensleben. La princesse prend soin de l'éducation de ses enfants; à cette fin, elle nomme le théologien Auguste-Frédéric Sack comme tuteur de la Cour. En 1727, il publie ses Conseils d'un ami à jeune homme qui entre dans le monde décrivant l'éducation de son fils.
Casimir Guillaume est décédé à l'âge de 36 ans, peu de temps après la naissance de son troisième enfant. En 1727, la Chambre impériale à Wetzlar confirme la nomination de Christine Charlotte comme régente pour son fils mineur.
Son frère Frédéric-Guillaume a été élevé comme Prince du Saint-Empire en 1742. En 1746, sa régence se termine et son fils devient landgrave de Hesse-Hombourg.

## Descendance
- Frédéric IV de Hesse-Hombourg (1724-1751), landgrave de Hesse-Hombourg, marié en 1746 à la comtesse Ulrique-Louise de Solms-Braunfels (1731-1792)
- Eugène (1725-1725)
- Ulrique-Sophie (1726-1792)